# Agência de notícias
Agência de notícias ou agência noticiosa (também chamada de serviço de notícias, agência de imprensa e, antes, agência telegráfica), é uma organização de jornalismo especializada em coletar informações e difundir notícias diretamente das fontes para os veículos de comunicação. As agências não fornecem diretamente ao público, mas sim para jornais, revistas, rádios, TVs, websites, a chamada comunicação social.

## História
As agências surgiram em meados do século XIX, com a fundação da primeira agência, a Havas, por Charles-Louis Havas em 1835. Sediada em Paris, a Havas enviava as principais informações e notícias do exterior por telegramas para os jornais, que pagavam por esse serviço. Em 1851, um sócio de Havas, o alemão naturalizado britânico Julius Reuter, deixou a empresa para fundar uma nova agência em Londres, a Reuters. Em 1849, outro empresário, Bernard Wolff, fundou a Wolff, que se tornaria a agência principal da Alemanha. A Reuters existe até hoje, enquanto a Havas acabaria se tornando a atual Agence France-Presse (AFP) e a Wolff deu origem à atual Deutsche Presse-Agentur (DPA). Em 1853, Guglielmo Stefani fundou a Agenzia Stefani, em Turim. Atualmente, a maior agência de notícias da Itália é a ANSA, criada em 1945, após a Segunda Guerra Mundial. Um primeiro acordo de troca de notícias entre Havas, Wolff e Reuters data de 1859. Este e os acordos subsequentes, que também incluíram a parceira americana Associated Press, dividiram efetivamente o mundo nas principais zonas de influência de cada agência.
Durante a Guerra Civil Americana nos Estados Unidos, os maiores jornais de Nova Iorque se juntaram para formar a Associated Press, e enviar um pool de correspondentes para o campo de batalha. Esta manteve um monopólio nos EUA por mais de meio século, até que em 1907 foi fundada a agência United Press. Dois anos depois, criou-se a International News Service. Estas duas se fundiram em 1958 para criar a United Press International (UPI), também existente até hoje.
A origem das agências de notícias remonta a uma série de razões técnicas e históricas determinantes, como a expansão do capitalismo, o auge dos estados-nação na Europa, o consumo crescente da imprensa e a inclusão das (então) novas tecnologias de comunicação. Não por acaso, as primeiras agências apareceram em países com interesses coloniais.
A sociedade do século XIX já tinha uma maior necessidade de conhecer coisas e demandava cada dia mais informação. Eram produzidas mais notícias e com maior rapidez em lugares cada vez mais distantes. Os meios de comunicação eram incapazes de cobrir tantos fatos em lugares tão distantes por motivos econômicos. Ainda não existia a mídia eletrônica (rádio, TV e internet), e não havia então nenhum jornal ou revista que dispusesse dos recursos humanos e técnicos para estar presente em todos os focos mundiais que produziam informação. Por este motivo, se fazia necessária a criação de entidades que compilassem as notícias que ocorriam em sua área mais próxima.
No princípio, as agências eram empresas familiares com poucos funcionários e uma atividade limitada. Produziam informações traduzindo notícias dos jornais estrangeiros. Logo se definiram em dois grupos distintos: as que trabalhavam em nível nacional e as mais interessadas no mercado estrangeiro. Com o auge do capitalismo, chegou às agências a produção em massa, de alta rentabilidade, com uma estrutura empresarial direcionada a obter lucros máximos.
O desenvolvimento tecnológico (internet, fax, satélites, telefone, fibra óptica e computadores) contribuiu para que o volume de informação que circula diariamente chegasse a níveis jamais antes alcançados. Isto se deve à presença das agências nos diferentes pontos de interesse informativo. Se não fosse assim, muitos fatos noticiosos de magnitude poderiam passar despercebidos. Hoje, graças a elas, qualquer cidadão conhece quase no mesmo instante, através do rádio, da televisão ou da imprensa escrita, um fato noticioso que acontece no planeta.
Na base da grande maioria das notícias que, cotidianamente, absorvemos, encontram-se, portanto, direta ou indiretamente as agências. Como acontece em relação às outras fontes, os jornalistas têm critérios de avaliação de credibilidade e autoridade das agências, que se refletem nas modalidades de utilização e nos procedimentos de controle das notícias de agência.

## Agências no Brasil
No Brasil, a pioneira das agências foi a ABN (Agência Brasileira de Notícias), fundada pelos jornalistas Jaime Adour da Câmara, Américo Facó e Raul Bopp. Como sucessora da Agência Americana de Notícias (1922) é ainda hoje uma empresa privada, com sedes em Brasília, Rio e São Paulo, atuando globalmente sob a marca ABN NEWS, com sucursais em 29 países, fazendo parte do GRUPO ABN S/A. Depois, foram surgindo outras, como a Agência Meridional de Notícias, atual D.A. Press, criada por Assis Chateaubriand em 1931, a estatal Agência Brasil, Agência O Globo, Agência Comunicado e a Agência Estado. Em novembro de 2015 é lançada a Agência Lupa, especializada na checagem (ou fact-checking) de declarações públicas. Há também agências independentes como Futura Press, Zimel Press e Fotoarena.

## Funcionamento
As agências operam através de escritórios locais, em diferentes cidades e países, que transmitem sua apuração para as centrais, que por sua vez redistribuem o material para os clientes (i.e., jornais, revistas, rádios, televisões, websites, etc.).
As agências recolhem informações de seus correspondentes em diferentes lugares e as transmitem imediatamente para a central, de onde — depois de tratar a informação em forma de notícia — a enviam para os clientes, conhecidos no jargão jornalístico como assinantes. Todo o processo é feito na velocidade mais rápida possível. Os clientes podem pagar ou em função dos serviços recebidos, que podem ser de naturezas muito distintas (uma entrevista coletiva, uma foto ou imagem determinada), ou uma assinatura mensal pelos serviços prestados: informação nacional, internacional e serviço fotográfico.
Deste modo, a agência de notícias pode ser considerada um vendedor atacadista de informação. Elas empregam jornalistas que coletam a informação, enviam-na em diversas formas (despachos, matérias, reportagens, artigos, fotos, clipes de som, vídeos, infografia e outros) e a distribuem para os jornais, revistas, rádios, TVs, portais, que formam sua clientela. Certas agências nacionais alimentam igualmente os organismos oficiais de seus respectivos países.
As agências são (e como tal consideradas) fontes literalmente insubstituíveis, de que não é possível prescindir por motivos econômicos (e precisamente de uma lógica econômica que derivam a origem e o desenvolvimento de uma agência). O custo dos correspondentes em outros países é infinitamente mais elevado do que a assinatura numa agência. Para os órgãos de informação com menos recursos financeiros, as despesas com os correspondentes estrangeiros as suas possibilidades econômicas. Para os meios de comunicação menores, os serviços regionais das agências são a única fonte possível de notícias vindas de outros países.
Hoje, as agências mantêm uma rede de correspondentes e stringers (colaboradores) nas maiores cidades do mundo e assim repassam para os veículos de imprensa. Nos últimos anos, o trabalho das agências e seus correspondentes foi enormemente facilitado pelas novas tecnologias de comunicação, como a Internet.
As agências podem ser do tipo comercial, que vende os serviços e obtém lucro (Reuters, AFP, EFE), ou cooperativas, constituídas de diversos órgãos de informação associados para compartilhar e assim aumentar o volume de notícias circuladas (AP, IPS, NANAP).
O recurso às agências de notícias permite aos jornais e outros veículos fornecer prontamente informações sobre países onde eles não têm correspondentes, ou sobre fatos que não têm meios de apurar por si mesmos. A produção de despachos de agências toca todos os domínios da atualidade nacional e international. É assim que, tipicamente, a cobertura internacional dos jornais locais é formada com despachos de agências de notícias.